# Danny Pino
Daniel Gonzalo Pino, detto Danny (Miami, 15 aprile 1974), è un attore statunitense.

## Biografia
Nato a Miami da una famiglia di origini cubane, si è diplomato alla Coral Park High School di Miami nel 1992 e si è laureato alla Florida International University nel 1996, dove era membro della confraternita Sigma Phi Epsilon fraternity. Nella serie The Shield ha interpretato il controverso ruolo di Armadillo Quintero, un signore della droga stupratore seriale. Nel maggio del 2003, ha interpretato il personaggio di Desi Arnaz nello speciale della CBS sulla vita di Lucille Ball, Lucy: The Lucille Ball Story. Nel 2005 ha lavorato in The Lost City con Andy Garcia e in Flicka - Uno spirito libero. È noto per la partecipazione alla serie televisiva Cold Case - Delitti irrisolti, dove ha interpretato il ruolo di Scotty Valens, e a Law & Order - Unità vittime speciali, nel ruolo del detective Nick Amaro. Nel 2018 ha iniziato a lavorare in Mayans MC, spin-off di Sons of Anarchy, nel ruolo di Miguel Galindo, capo dell'omonimo cartello.

## Vita privata
Lui e sua moglie, Lilly, si sono sposati il 15 febbraio 2002. Hanno due figli, Luca Daniel, nato il 15 febbraio 2006, e Julian Franco, nato il 5 giugno 2007.

## Filmografia

### Cinema
- RX - Strade senza ritorno (RX), regia di Ariel Vromen (2005)
- The Lost City, regia di Andy García (2005)
- Flicka - Uno spirito libero (Flicka), regia di Michael Mayer (2006)
- The Burning Plain - Il confine della solitudine (The Burning Plain), regia di Guillermo Arriaga (2008)
- Across the Hall, regia di Alex Merkin (2009)
- Across the Line, regia di R. Ellis Frazier (2010)
- Los amigos, regia di Robert T. Spall (2017)
- Fatale - Doppio inganno (Fatale), regia di Deon Taylor (2020)
- Caro Evan Hansen (Dear Evan Hansen), regia di Stephen Chbosky (2021)

### Televisione
- Punto d'origine, regia di Newton Thomas Sigel – film TV (2002)
- Men, Women & Dogs – serie TV, 13 episodi (2001-2002)
- Lucy, regia di Glenn Jordan – film TV (2003)
- NYPD 2069, regia di Gregory Hoblit – film TV (2004)
- The Shield – serie TV, 4 episodi (2004)
- Between, regia di David Ocanas (2005)
- CSI: New York – serie TV, 1 episodio (2007)
- Cold Case - Delitti irrisolti – serie TV, 98 episodi (2003-2010)
- Burn Notice - Duro a morire – serie TV, 2 episodi (2010)
- Law & Order - Unità vittime speciali – serie TV, 95 episodi (2011-2021)
- Chicago P.D. – serie TV, 2 episodi (2014-2015)
- Scandal – serie TV, 3 episodi (2016)
- BrainDead - Alieni a Washington – serie TV, 13 episodi (2016)
- Gone – serie TV, 12 episodi (2017-2018)
- Mayans M.C. – serie TV, 30 episodi (2018-2021)
- The Good Fight – serie TV, episodio 5x05 (2021)
- Hotel Cocaine – serie TV, 8 episodi (2024)

## Doppiatori italiani
Nelle versioni in italiano delle opere in cui ha recitato, Danny Pino è stato doppiato da:
- Fabrizio Vidale in Law & Order - Unità vittime speciali, Fatale - Doppio inganno, Hotel Cocaine
- Simone D'Andrea in BrainDead - Alieni a Washington, Giorno per giorno
- Oreste Baldini in The Shield
- Andrea Ward in Cold Case - Delitti irrisolti
- Francesco Pezzulli in Flicka - Uno spirito libero
- Federico Di Pofi in Across the Line
- Gabriele Lopez in Burn Notice - Duro a morire
- Riccardo Niseem Onorato in CSI: NY
- Paolo De Santis in Chicago P.D.
- Francesco Rizzi in Scandal
- Guido Di Naccio in Gone
- Raffaele Carpentieri in Mayans M.C.
- Stefano Macchi in Mayans M.C. (ep. 4x05)
- Roberto Gammino in Caro Evan Hansen[1]
- Francesco Prando in The Good Fight